# Дико, Романа
Романа Дикко (фр. Romane Dicko; род. 30 сентября 1999, Кламар) — французская дзюдоистка, чемпионка мира, пятикратная чемпионка Европы 2018, 2020, 2022, 2023 и 2025 годов в весовой категории свыше 78 кг. Двукратная олимпийская чемпионка 2020 и 2024 годов.

## Биография
Приходится двоюродной сестрой спортсмену из Франции легкоатлета Тедди Тамго.

## Карьера
Начала карьеру в дзюдо представляя городской клуб «Randoris» в южном пригороде Парижа.
Стала чемпионкой Франции в супертяжелом весе в 2016 году.
В 2017 году в Мариборе стала чемпионкой Европы среди юниоров.
В 2018 году взяла золото Гран-при в Тбилиси.
В апреле 2018 года в Тель-Авиве завоевала титул чемпионки Европы по дзюдо.
Завоевала бронзу на Олимпийских играх 2020 в Токио и выиграла олимпийское золото в составе сборной Франции.
В ноябре 2020 году на чемпионате Европы в Праге Романа смогла завоевать чемпионский титул в категории свыше 78 кг, поборов в финале азербайджанскую спортсменку Ирину Киндзерскую.
Выиграла золото на турнире Большого шлема в Париже в 2020 году.
Одержала верх на турнире World Masters в Дохе в 2021 году.
И снова взяла золото на турнире Большого шлема в Казани в 2021 году.
На летних Олимпийских играх 2024 года в Париже в категории свыше 78 кг завоевала бронзовую медаль, в поединке за третье место одолев соперницу из Сербии Милицу Забич.
В апреле 2025 года на чемпионате Европы в Подгорице завоевала золотую медаль в категории свыше 78 кг. В финальной схватке победила соперницу из Израиля Раз Гершко. В июне 2025 года на чемпионате мира в Будапеште в весовой категории свыше 78 кг завоевала бронзовую медаль. В схватке за третье место одолела соперницу из Эстонии Эмму-Мелис Актас. 